# 家畜一覧
家畜一覧（かちくいちらん）では、何らかの基準を設けたうえで家畜を分類し、列記する。 
なお、本項は全ての家畜について言及するものではない。広義の家畜の定義に適う種を無制限に上げ始めれば切りが無いため、代表的な家畜と、代表的でなくとも特筆性の高い家畜に限って記載する。
「家畜化#家畜の一覧」も参照のこと。

## タクソン別
ここでは、タクソン（分類群）を基準にして家畜を分類する。

### 哺乳類
齧歯類
- ラット
- ハツカネズミ
- モルモット

重歯類
- カイウサギ

食肉類
- イヌ
- ネコ
- フェレット
- ミンク

奇蹄類
- ウマ
- ロバ

偶蹄類
- ブタ
- ウシ
- ヤギ
- ヒツジ
- スイギュウ
- コブウシ
- ヤク
- ガウル
- トナカイ
- ヒトコブラクダ
- フタコブラクダ
- アルパカ
- リャマ

真無盲腸目
- ハリネズミ

### 鳥類
記載順はシブリー・アールキスト鳥類分類に準ずる。
ダチョウ目
- ダチョウ（駝鳥）

キジ目
- ウズラ（鶉）
- ニワトリ（鶏）
- インドクジャク（印度孔雀）
- ホロホロチョウ（珠鶏）
- シチメンチョウ（七面鳥）

カモ目
- アヒル（家鴨）
- アイガモ（合鴨）
- ヨーロッパ系種ガチョウ
- 中国系種ガチョウ（シナガチョウ；支那鵞鳥）…シロガチョウ（白鵞鳥）もその一種。
- バリケン
- エジプトガン（埃及雁）…古代エジプトのみで家畜化。途絶。
- ハクチョウ（白鳥）

オウム目
- オウム（鸚鵡）
- インコ（鸚哥）

ハト目
- カワラバト（河原鳩）

コウノトリ目
- ハヤブサ（隼）
- オオタカ（大鷹）
- イヌワシ（犬鷲）
- カワウ（河鵜）
- ウミウ（海鵜）

スズメ目
- ブンチョウ（文鳥）
- ジュウシマツ（十姉妹）
- カナリア（金糸雀、金絲雀）
- キュウカンチョウ（九官鳥）

### 爬虫類
- ワニ類 …皮革用、食用。
- インドコブラ …鑑賞用。

### 両生類
- ウシガエル（牛蛙）…食用ガエル。
- ヨーロッパトノサマガエル（ヨーロッパ殿様蛙）…食用ガエル。

### 魚類
- ニシキゴイ（錦鯉）
- キンギョ（金魚）

### 無脊椎動物
- エンマコオロギ（閻魔蟋蟀）
- スズムシ（鈴虫）
- ショウジョウバエ（猩猩蠅）
- カイコ（蚕）
- セイヨウミツバチ（西洋蜜蜂）
- ニホンミツバチ（日本蜜蜂）

## 用途別
ここでは、用途を基準にして家畜を分類する。

### 内部体組織
肉（食肉用部位）を始め、骨、血液など、体の内部組織の利用。
- モルモット
- ハムスター
- カイウサギ（飼兎）
- ミンク
- ツキノワグマ（月輪熊） - 熊胆を採取。
- イヌ（犬）
- ウマ（馬）
- ブタ（豚）
- トナカイ（馴鹿）
- ウシ（牛） - ※ただし、コブウシ（瘤牛）を除く、タウリン系牛。
- スイギュウ（水牛） - ※インダス文明時代からコブウシを神聖視しているインドでは、ウシ（コブウシはもちろん、タウリン系牛も）は食用にされないが、スイギュウは全く別の動物とされていて、食用にされることも多い。
- ヤク
- ヤギ（山羊）
- ヒツジ（羊）
- ダチョウ（駝鳥）
- ウズラ（鶉、ニホンウズラ；日本鶉）
- ニワトリ（鶏）
- インドクジャク（印度孔雀）
- ホロホロチョウ（珠鶏）
- シチメンチョウ（七面鳥）
- アヒル（家鴨） - フォアグラの生産も含む。
- アイガモ（合鴨）
- ヨーロッパ系種ガチョウ - フォアグラの生産も含む。
- 中国系種ガチョウ（シナガチョウ；支那鵞鳥）
- バリケン
- カワラバト（河原鳩）
- ワニ類
- ウシガエル（牛蛙） - 食用ガエル。
- ヨーロッパトノサマガエル（ヨーロッパ殿様蛙） - 食用ガエル。
- コイ（鯉）
- ニジマス（虹鱒）

### 外部体組織
革・毛皮・毛・羽毛など、体の表面や外部の組織の利用。
- マスクラット - 主に毛皮を利用。
- ヌートリア - 主に毛皮を利用。
- ビーバー - 主に毛皮を利用。
- チンチラ  - 主に毛皮を利用。
- カイウサギ（飼兎） - 主に毛皮を利用。
- ノウサギ   (山兎)    - 主に毛皮を利用。
- クマ（熊） - 主に毛皮を利用。
- イヌ（犬） - 主に毛皮を利用。クマのように冬眠しない寒冷地適応型の犬種の毛皮は、クマの毛皮より防寒性に優れている。例えば間宮林蔵は、北樺太を探検するのに、蝦夷地から南樺太までは有用であった熊の毛皮を犬の毛皮に着替えることで進むことができたと書き残している。
- キツネ  (狐)    - 主に毛皮を利用。
- タヌキ  (狸)    - 主に毛皮を利用。
- イタチ  (鼬)    - 主に毛皮を利用。
- ミンク    - 主に毛皮を利用。
- カワウソ  (獺)  -主に毛皮を利用。
- テン  (貂)    -主に毛皮を利用。
- アナグマ  (貉)    - 主に毛皮を利用。
- ウマ（馬） - 主に革と毛を利用。
- ロバ  (驢馬)    -主に革と毛皮を利用。
- ウシ（牛） - 主に革（牛革）を利用。ただし、コブウシ（瘤牛）を除く、タウリン系牛。
- ヤギ（山羊） - 主に革 (山羊革) と毛皮 (カシミヤ) と毛を利用。
- ヒツジ（羊） - 主に革 (羊革) と毛皮(ムートン)と毛（羊毛）を利用。
- ブタ（豚） - 主に革と毛を利用。
- イノシシ  (猪)    -主に革を利用。
- シカ  (鹿)  - 主に革と毛皮を利用。
- トナカイ  (馴鹿)    - 主に毛皮を利用。
- ヒトコブラクダ（一瘤駱駝） - 主に革を利用。
- フタコブラクダ（二瘤駱駝） - 主に革を利用。
- アルパカ - 主に毛を利用。
- ビクーニャ - 主に毛を利用。
- インドクジャク（印度孔雀） - 主に羽毛を利用。
- アヒル（家鴨） - 主に羽毛を利用。
- ヨーロッパ系種ガチョウ - 主に羽毛を利用。
- 中国系種ガチョウ（シナガチョウ；支那鵞鳥） - 主に羽毛を利用。
- ダチョウ - 革を利用。
- ワニ類 - 革を利用。
- ヘビ類 - 革を利用。
- トカゲ類 - 革を利用。
- サメ - 革を利用。
- エイ - 革を利用。

### 乳
乳の利用。当然ながら、哺乳類に限られる。
- ウシ（牛） - ※ただし、コブウシ（瘤牛）を除く、タウリン系牛。
- スイギュウ（水牛）
- ヤク
- ヤギ（山羊）
- ヒツジ（羊）

### 使役
労働力としての利用。
- ラット - “スーパーラット”による爆弾検知（地雷処理要員として。優れた嗅覚で地雷を発見するが、体重が軽いため、地雷に乗っても起爆しない）。
- イヌ（犬）
- ネコ（猫）
- ウマ（馬）
- ロバ（驢馬）
- ヒトコブラクダ（一瘤駱駝）
- フタコブラクダ（二瘤駱駝）
- リャマ
- アルパカ（羊駱駝）
- ブタ（豚）
- トナカイ（馴鹿）
- ウシ（タウリン系牛） - 運搬用（牛車用）、耕作用。
- コブウシ（瘤牛） - 運搬用（牛車用）、耕作用。
- スイギュウ（水牛）
- ヤク
- ヤギ（山羊）
- ニワトリ（鶏） - 闘鶏。
- アイガモ（合鴨） - 農業補助（合鴨農法）。
- カワラバト（河原鳩） - 通信（伝書鳩）。
- フクロウ（梟） - 害鳥獣駆除。
- ハヤブサ（隼） - 鷹狩、害鳥獣駆除。
- オオタカ（大鷹） - 鷹狩、害鳥獣駆除。
- イヌワシ（犬鷲） - 鷹狩、害鳥獣駆除。
- カワウ（河鵜） - 鵜飼。
- ウミウ（海鵜） - 鵜飼。
- インドコブラ - 鑑賞（蛇使い）。
- ナミテントウ（並天道） - 害虫駆除（育種により作出された飛翔能力を欠く系統を生物農薬として利用[1]）。
- カイコ（蚕） - 養蚕。
- セイヨウミツバチ（西洋蜜蜂） - 養蜂。
- ニホンミツバチ（日本蜜蜂） - 養蜂。

### 実験動物
- ハツカネズミ（二十日鼠）
- ラット
- モルモット
- カイウサギ（飼兎）
- イヌ（犬）
- ネコ（猫）
- ブタ（豚）
- ニワトリ（鶏） - ヒヨコとして。
- カダヤシ目の魚 - メダカ、グッピーなど。
- ショウジョウバエ（猩猩蠅）

### 娯楽
- イヌ（犬） - 武芸でもあるブラッドスポーツ「犬追物」に利用された歴史がある。
- ウシ（タウリン系牛） - ブラッドスポーツ（スペイン等における闘牛）に利用。日本における闘牛に利用。
- ニワトリ（鶏） - ブラッドスポーツ（闘鶏）に利用。

### 愛玩
- ハツカネズミ（二十日鼠）
- ラット
- ハムスター
- カイウサギ（飼兎）
- イヌ（犬）
- ネコ（猫）
- フェレット
- ウマ（馬）
- ブタ（豚）
- ニワトリ（鶏）
- インドクジャク（印度孔雀）
- アヒル（家鴨）
- ハクチョウ（白鳥）
- オウム（鸚鵡）
- インコ（鸚哥）
- カワラバト（河原鳩）
- ブンチョウ（文鳥）
- ジュウシマツ（十姉妹）
- カナリア（金糸雀、金絲雀）
- キュウカンチョウ（九官鳥）
- ジュズカケバト（数珠掛鳩）
- コイ（鯉）
- キンギョ（金魚）
- カダヤシ目の魚 - メダカ、グッピーなど。
- エンマコオロギ（閻魔蟋蟀）
- スズムシ（鈴虫）